# Austria 3
Austria 3 (kurz A3) war eine österreichische Pop-Rock-Band und eine sogenannte Supergroup, da sie drei auch als Solisten erfolgreiche Mitglieder hatte: Rainhard Fendrich, Wolfgang Ambros und Georg Danzer.

## Geschichte
Der Name ist eine Anspielung auf eine der ersten, billigsten und geradezu „gefürchteten“ filterlosen Zigarettensorten, die von Austria Tabak bis etwa Mitte der 1980er Jahre produziert wurde, die Austria 3 (ugs. Dreier).

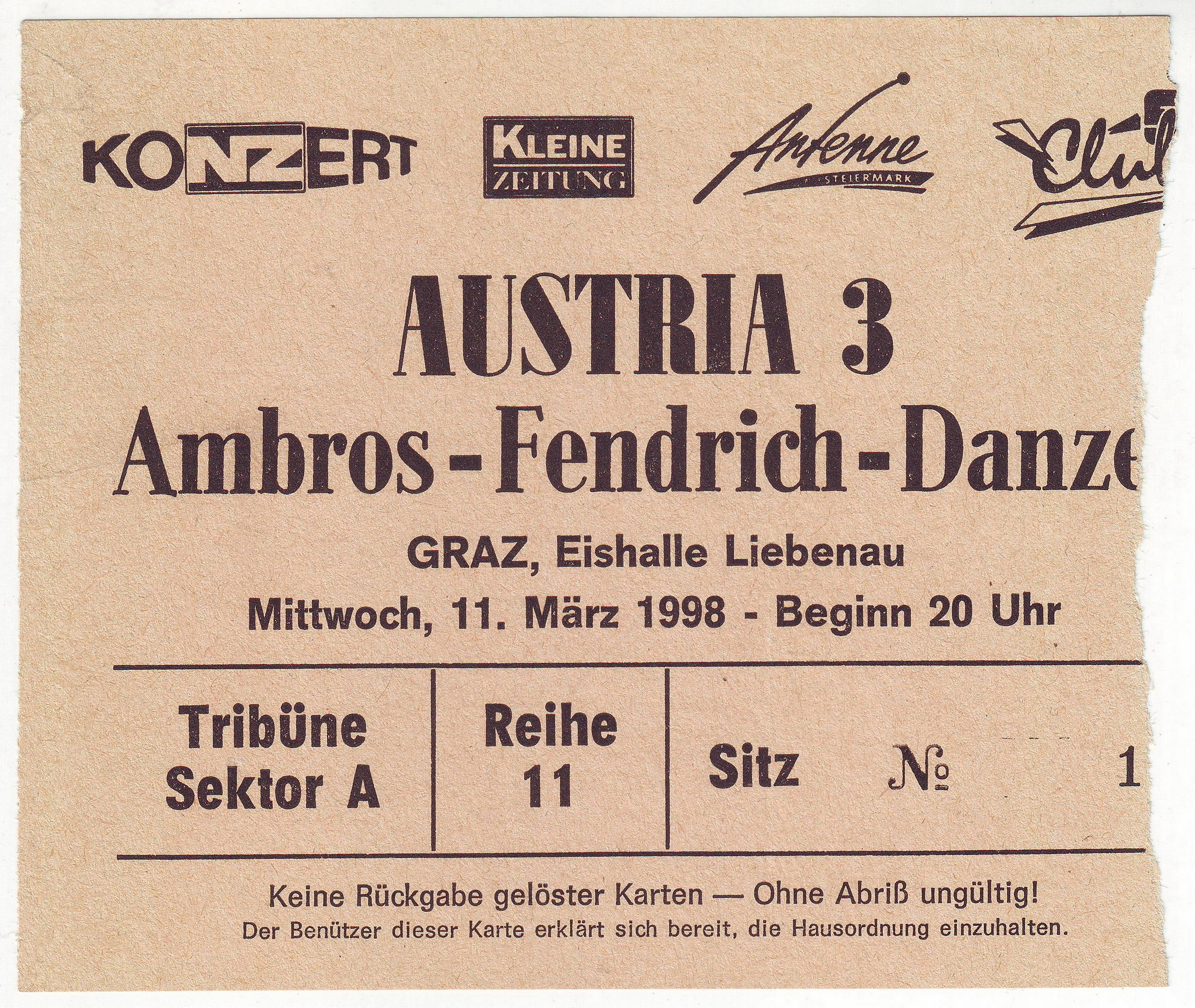
Ticket Austria 3 Ambros-Fendrich-Danzer, Eishalle Graz-Liebenau, 11. März 1998

Die Gruppe ist der von Rainhard Fendrich 1997 initiierte Zusammenschluss mit den beiden österreichischen Liedermachern Wolfgang Ambros und Georg Danzer, ursprünglich vorgesehen für eine einzige Benefizveranstaltung für Obdachlose. Der überwältigende Erfolg veranlasste die drei befreundeten Künstler, bis 2006 weiter zusammen aufzutreten, und es entstanden gemeinsame Livealben und Compilations.
Die Band gab am 10. Juni 2006 ihre bevorstehende Trennung bekannt. Ihr letztes Konzert fand am 24. Juli 2006 im schwäbischen Altusried statt. Ende Juli wurde dann bei Danzer Lungenkrebs diagnostiziert.
Am 16. April 2007 fand sich der Freundeskreis bei Georg Danzers Comeback-Konzert in der Wiener Stadthalle neuerlich zusammen, um drei ihrer alten Songs vorzutragen; anschließend wurde von mehreren Seiten über ein mögliches revival 2008 „laut nachgedacht“.

„Austria 3 ist jetzt Geschichte“

2011 wurde von Rainhard Fendrich und Wolfgang Ambros über eine Wiedervereinigung nachgedacht, allerdings brauchte man einen Dritten im Bunde, da Georg Danzer am 21. Juni 2007 an Lungenkrebs gestorben war. Das führte zu einem Streit zwischen Fendrich und Ambros, da von Fendrich Klaus Eberhartinger als dritter Mann vorgeschlagen wurde.
Am 22. Juni 2013 führten Wolfgang Ambros und Rainhard Fendrich auf dem 30. Donauinselfest sieben Lieder von Austria 3 auf.

## Band

### Gitarre
- Ulli Bäer (1997–2006)

### Bass
- Harald Fendrich (1997–2001)[5], 2005
- Herwig Thoeny (2002)
- Erich Buchebner (2003–2006)

### Keyboards
- Gary Lux (1997–1998)
- Christian Kolonovits (1999)[6]
- Richard Schönherz (2000–2001)
- Günter Dzikowski (2002–2004)
- Dieter Kolbeck (2005[7]–2006)

### Schlagzeug
- Harry Stampfer (1997–2005)
- Peter Wrba (2006)

### Percussions
- Andi Steirer (1997–2001)
- Stephan Maass (2002–2006)[8]

## Diskografie

### CDs

#### Austria 3
- 1998: Live
- 1998: Live – Vol. 2
- 2000: Live – Die Dritte
- 2003: Weusd’ mei Freund bist … Das Beste von Austria 3 – Live (Best-of)
- 2017: Zwanzig (Live Best-of mit dem bisher unveröffentlichten Song "Die Welt")

#### Ambros-Fendrich-Danzer
- 1997: Top-Drei
- 1998: Top-Drei – Zugabe
- 2011: Die großen Drei

### Singles
- 1998: Freunde (Studioaufnahme)

### Videoalben
- 1998: Live (VHS; AT: Gold)
- 1998: Weus’d mei Freund bist (VHS)
- 2000: Live vor dem Schloss Schönbrunn (VHS)
- 2003: Weus’d mei Freund bist (Doppel-DVD)

#### Serien
- 2004: Austropop Kult
- 2006: Nur das Beste
- 2008: Best of Austropop
- 2010: Austropop-Parade (3er-CD-Box)
- 2012: Krone-Edition

### Songbooks
- 1998: Live
- 1998: Live – Vol. 2
- 2000: Live – Die Dritte